# Xia Dawo (sockenhuvudort i Kina, Qinghai Sheng, lat 35,00, long 99,26)
Xia Dawo (kinesiska: 下大武, 下大武乡, 雪前多) är en sockenhuvudort i Kina. Den ligger i provinsen Qinghai, i den nordvästra delen av landet, omkring 290 kilometer sydväst om provinshuvudstaden Xining. Antalet invånare är 1 663. Befolkningen består av 807 kvinnor och 856 män. Barn under 15 år utgör 26,0 %, vuxna 15-64 år 67 %, och äldre över 65 år 6,0 %.
Runt Xia Dawo är det mycket glesbefolkat, med 2 invånare per kvadratkilometer. Det finns inga andra samhällen i närheten. Trakten runt Xia Dawo består i huvudsak av gräsmarker.